# Puig d'en Pacurri
El Puig d'en Pacurri és una muntanya de 227 metres que es troba al municipi de Sant Pere de Ribes, a la comarca del Garraf. La masia del Coll d'Entreforc es troba uns 500 metres al seu nord-est.